# 達夫尼與克羅伊
《達夫尼與克羅伊》（法語：Daphnis et Chloé）乃莫里斯·拉威爾根據同名音樂劇所作之芭蕾舞曲。該曲之芭蕾舞音樂，以古希臘詩人朗高斯的《達夫尼與克羅伊》全三場組成作品為基礎，並由俄羅斯芭蕾舞團於1912年在薩特蕾歌劇院作巴黎首演。而拉威爾本人亦從芭蕾舞音樂摘錄了一部分，改寫為第1號組曲與第2號組曲，並分別在1911年及1913年首演。

## 背景

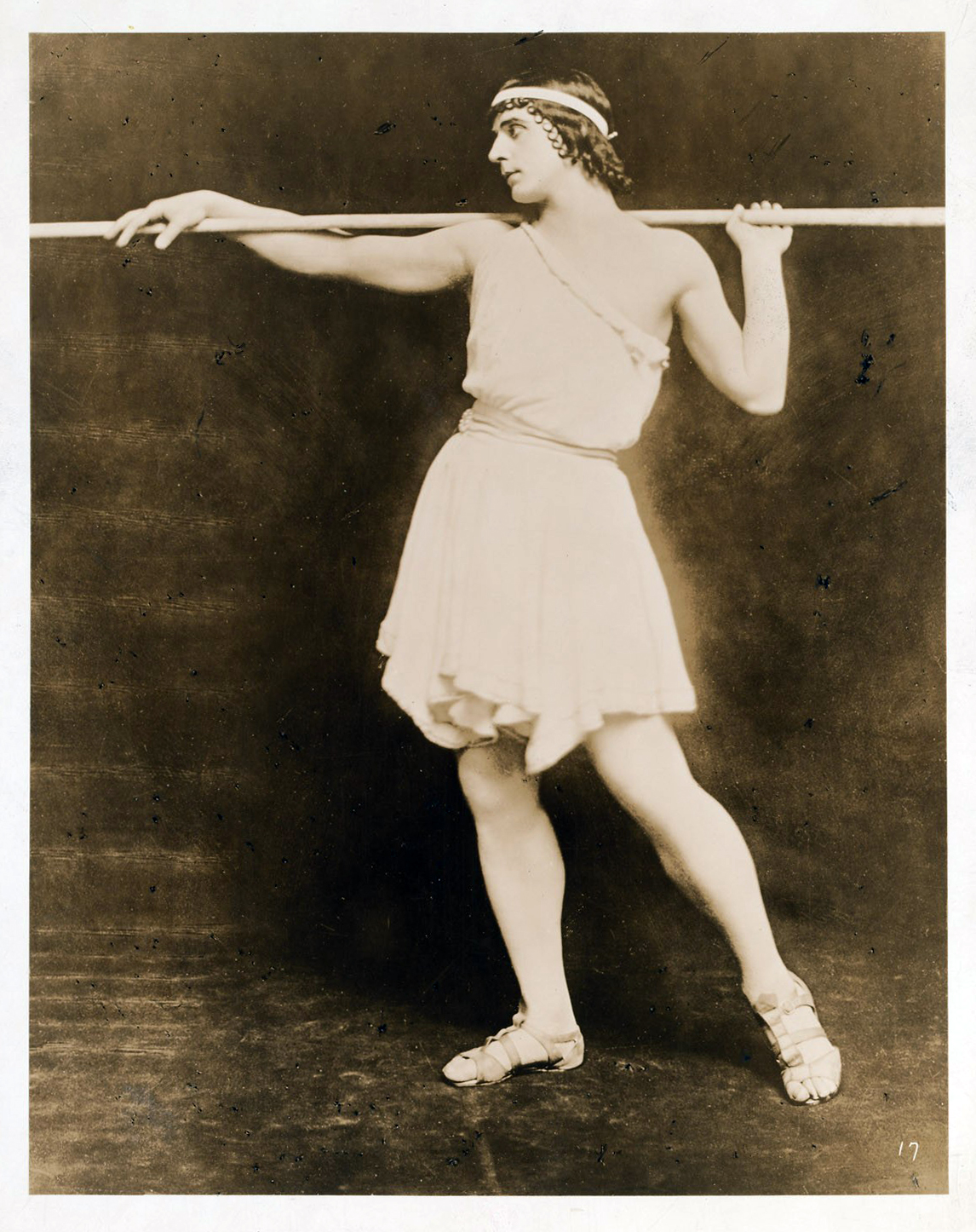
米歇爾·弗金（1910年）

1909年，迪亞基勒夫帶領的俄羅斯芭蕾舞團在巴黎之表演取得重大的成功。為向該成功進發，迪亞基勒夫遂委託新潮作曲家新作芭蕾舞音樂，拉威爾身在此列。據拉威爾所撰的信中提到，同年6月他已經跟芭蕾舞團老師米歇爾·弗金商討關於該劇之大綱。寫作期間，拉威爾的音樂設計與委託方的要求有所扞格，拖延了整體進度。經過許多波折，作品在1912年4月5日完成。對於創作理念，拉威爾表示：
當我寫作這部作品時，我意圖完成一幅大規模的音樂性壁畫，除了具有古樸趣味外，幾乎接近十八世紀末法國畫家所表現的繪畫性，也用心去呈現幻想中的希臘神話。

### 初演
- 全曲—1912年6月8日，於巴黎薩特蕾歌劇院首演，由皮埃尔·蒙特指揮。由俄羅斯芭蕾舞團演出，其他成員包括米歇爾·弗金（排舞），雷昂·帕克斯特（美術及服裝），瓦斯拉夫·尼金斯基（飾達夫尼），達瑪拉·卡爾薩維納（飾克羅伊）。
- 第一組曲—1911年4月3日、嘉貝爾·佩爾尼指揮科倫管弦樂團。
- 日本首演（第二組曲）—1941年6月5日、約瑟夫·魯森斯道克指揮NHK交響樂團。

演出的反應不甚正面，拉威爾本人亦認為作品中音樂的部分更重於舞蹈，後來將之改寫為第1號、第2號管弦樂組曲（作品號M. 57a/b），又以第2號更受到好評。

## 劇情
《達芙尼與克羅伊》原本是朗高斯的田園牧歌式小說，描寫萊斯博斯島上，牧羊人達夫尼與牧羊女克羅伊的愛情故事，弗金與拉威爾共同編寫的本作，則是根據羅馬小說《達芙尼與克羅伊的田園故事》改編而成。
第一部分：麵包神與眾美少女們之祭壇前
眾人向山河女神寧芙（Nymph）做舞蹈禮拜，期間達夫尼與追求者發生了衝突，雙方以克羅伊的芳心為籌碼進行比試，達夫尼獲勝。此時海盜來襲，克羅伊被擄，達夫尼因絕望而昏厥過去。在「夜曲」中，三尊河川女神的雕像化為人形，將達夫尼抬進洞裏，並向牧神潘（Pan）求救，這時遠處傳來人聲合唱。
第二部分：海盜布魯艾希斯之陣營
此時，海盜們在岩島上跳著戰舞（Danse guerriere），慶祝勝利。首領布魯艾希斯（Bryaxis）命令俘虜克羅伊舞蹈以取悅眾人，克羅伊假意順從，欲趁勢脫逃，不過沒有成功。這時，天上降下一道刺眼的光芒，無法計數的山羊團團圍住海盜，巨大的潘神幻影出現，並怒目瞪視海盜們，布魯艾希斯見狀立即釋放了克羅伊。
第三部分：祭壇前
達夫尼熟睡在河川女神的洞窟前，在破曉的牧羊人笛聲中，克羅伊被牧羊女簇擁前來，兩人重逢。事實上，牧神因愛慕河神西琳克絲（Syrinx），才答應了救援請求。而達、克正象徵著牧神、河神在現實中的結合。「默劇」一段，即達、克兩人詮釋牧神、河神的愛情故事。在最後的獻祭儀式上，達夫尼重立誓言，在「群舞」（Danse générale）中眾人共舞，故事迎來美好的結局。

## 分析
全曲約50至55分鐘。 

### 編制
原作的樂隊編制如下：
| - 木管 - 短笛 - 長笛：2（其一兼第二短笛） - 中音長笛 - 雙簧管：2 - 英國管 - E♭調單簧管 - B♭調單簧管：2 - 低音單簧管 - 低音管：3 - 倍低音管 | - 銅管 - 圓號：4 - 小號：4 - 長號：3 - 大號 | - 定音鼓 - 擊樂：鑼、風聲器、三角鐵、大鼓、小鼓、響板、鈴鼓、鋼片琴、古鈸、鈸、懸鈸、鐵琴 | - 豎琴：2 - 鋼片琴 - 弦樂器 | - 無言的合唱團 |

依照工具書《管弦樂作品手冊》指示，上述之配器可簡記為"=4 *3 =4 *4—4 4 3 1—tmp+8—2hp, cel—str"。

## 組曲

### 第1號組曲
1. 夜曲（Nocturne）
2. 間幕（Interlude）
3. 戰舞（Danse guerrière）

### 第2號組曲
1. 黎明（Lever de jour）
2. 啞劇（Pantomime）
3. 群舞（Danse générale）

## 評價
- 法國詩人柯克圖：「《達芙尼與克羅伊》吸引我們的地方，就是音樂中前所未有的組合，對我們而言，就像是隕石從遙不可解的行星那裏，墜落到我們心中一般。」[2]

## 外部連結
- 達夫尼與克羅伊：国际乐谱典藏计划上的乐谱
- 達夫尼與克羅伊 (第1號組曲)：国际乐谱典藏计划上的乐谱
- 達夫尼與克羅伊 (第2號組曲)：国际乐谱典藏计划上的乐谱